# Packratita
La packratita és un mineral de la classe dels fosfats. Rep el nom de la mina Packrat, als Estats Units, la seva localitat tipus.

## Característiques
La packratita és un arsenat de fórmula química Ca₁₁(H₂O)₅₉(As³⁺V⁵⁺₁₀V⁴⁺₂As⁵⁺₆O₅₁)₂·24H₂O. Va ser aprovada com a espècie vàlida per l'Associació Mineralògica Internacional l'any 2014, sent publicada per primera vegada el 2016. Cristal·litza en el sistema triclínic. La seva duresa a l'escala de Mohs és 2.
Les mostres que van servir per a determinar l'espècie, el que es coneix com a material tipus, es troben conservades a les col·leccions mineralògiques del Museu d'Història Natural del Comtat de Los Angeles, a Los Angeles (Califòrnia) amb els números de catàleg: 64513 i 64514.

## Formació i jaciments
Va ser descoberta a la mina Packrat, ubicada a la localitat de Gateway, al comtat de Mesa (Colorado, Estats Units), on els cristalls es troben en forma de làmines de color blau molt fosc a blau verdós d'aproximadament 1 mm de llarg, estriats longitudinalment i en intercreixements subparal·lels i divergents. També se'n troba com a agregats botrioides de color verd nacrat. Aquesta mina és l'únic indret de tot el planeta on ha estat descrita aquesta espècie mineral.